# Metropolia Syrakuz
Metropolia Syrakuz – jedna z 42 metropolii Kościoła Rzymskokatolickiego we Włoszech. Została erygowana 20 maja 1844.

## Diecezje
- Archidiecezja Syrakuz
  - Diecezja Noto
  - Diecezja Ragusa